# فردوسی پورتوریکو
فردوسی پورتوریکو (نام علمی: Erythrina eggersii) نام یک گونه از سرده فردوسی است.